# 2017年6月伦敦桥袭击案
2017年6月3日晚间，英国伦敦接连发生两起袭击：在伦敦桥，袭击者驾驶一辆汽车冲撞行人，造成多人伤亡；随后袭击者驾车前往伦敦桥附近的博罗市场，并持刀行凶。袭击已造成至少平民7人死亡、48人受伤，3名袭击者已被击毙。伦敦警方已将两起案件定性为恐怖袭击。這也是英國三個月內的第三起恐怖袭击。

## 案发经过
当地时间2017年6月3日晚间21:58左右，在伦敦桥，袭击者驾驶一辆小型货车由北向南行驶，并撞向行人，至少造成两人死亡、多人受伤。现场的一位英国广播公司（BBC）的记者说，那辆汽车撞向行人时“时速大约50英里（约合80公里/小时）”。袭击发生后，警察疏散了附近的行人，并封锁了这一地区。

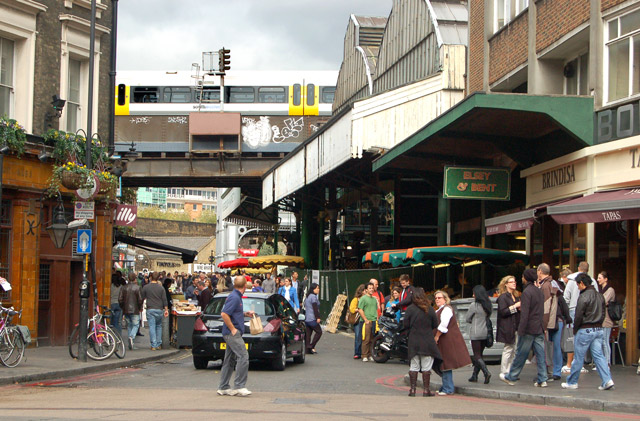
第二起袭击发生地点——博罗市场，摄于2009年

随后三名袭击者驾车前往伦敦桥附近的博罗市场，走进一间餐厅持刀行凶，现场一度传出枪声。有目击者表示听到袭击者高呼“这是为了安拉”（This is for Allah），怀疑袭击与伊斯兰国有关。最终，在22:16左右，三名袭击者被警方击毙。起初警方怀疑袭击者当时穿着炸弹背心，但后来证实袭击者穿着的并非炸弹背心。
4日凌晨1:45左右，事发地点之一的博罗市场传出爆炸声，随后被证实是控制爆破。
另外，当晚在伦敦沃克斯豪尔也发生了持刀伤人事件。不过警方随后称，这起事件与前两起袭击无关。

## 后续
| 国籍   | 死亡 | 受伤 |
| ------ | ---- | ---- |
| 英国   | 5    | 33   |
| 法國   | 1    | 6    |
| 加拿大 | 1    | 0    |
|        | 0    | 4    |
| 德国   | 0    | 2    |
| 希腊   | 0    | 1    |
| 新西兰 | 0    | 1    |
| 西班牙 | 0    | 1    |
| 合计   | 7    | 48   |

伦敦交通局表示，伦敦桥上的双向交通因为一起“重大事故”已经关闭，附近的另一座桥梁南华克桥（Southwark Bridge）、博罗高街（Borough High Street）以及泰晤士河北岸的泰晤士街（Lower Thames Street）及坎农街（Cannon Street）部分路段也被封闭。随后全副武装的警察和反恐专家在该区域出现。
伦敦警察厅设立了一个伤亡中心，并开通热线电话，以接待担忧有朋友或亲属受该事件影响的民众。同时， Facebook表示已激活其平安通报站（Safety Check）功能。位于伦敦的用户可以公开发布信息，向亲友报平安。
截至6月4日，英国警方已逮捕12名与伦敦恐怖袭击有关的嫌疑人，搜捕和调查仍在继续，不过这12名嫌疑人因没有证据证明与袭击有关而被无罪释放。警方公布了三名袭击者的身份，分别为27岁的巴基斯坦裔英国人胡拉姆·布特（Khuram Butt）、30岁的利比亚裔摩洛哥人拉希德·瑞多安（Rachid Redouane）和22岁的摩洛哥裔意大利人优素福·扎格巴（Youssef Zaghba）。

## 反应
英国首相、保守党领袖特蕾莎·梅中止竞选活动，返回唐宁街10号处理相关事宜。特蕾莎·梅表示相信伦敦发生的“可怕事件”是恐怖袭击，向遇害者致哀，并于4日早晨召开内阁应急委员会会议。英国政府的一位发言人说：“首相一直与警方保持联系，不断听取关于伦敦桥地区发生的事件的汇报。”首相官邸也下半旗致哀。特蕾莎·梅在随后的讲话中称，伦敦桥等地发生的恐袭事件表明英国对极端主义“太过容忍”，目前恐怖主义正产生“新趋势”，英国需制定更多反恐举措，“是说出‘忍无可忍’（enough is enough）的时候了”，同时宣布当年6月8日的大选将会如期进行。伦敦市长萨迪克·汗称此次恐袭是针对无辜居民的“有计划和卑鄙的攻击”，并呼吁民众保持冷静。
多個政黨宣布暫停所有大選拉票活動。包括工党领袖杰里米·科尔宾、自由民主党领袖蒂姆·法隆以及苏格兰民族党领袖、苏格兰首席部长尼古拉·斯特金在内的多名英国政党领袖均发表声明谴责此次袭击。6月4日，英国各地降半旗悼念伦敦恐怖袭击遇难者，民众也自发来到伦敦桥附近摆放鲜花纪念遇害者。有130余名英国伊斯兰教伊玛目表示拒绝为袭击者举行任何宗教葬礼，并称恐怖分子的行为不代表伊斯兰教。
美国、法国、加拿大、澳大利亚、印度、爱尔兰、俄罗斯、西班牙等国领导人也就此次袭击表态，对袭击予以谴责，并对受害者表示慰问。中国外交部也表示强烈谴责此次袭击事件。
伊斯兰国通过阿马克新闻社宣布对此次袭击负责。